# Кузьминский железнодорожный мост
Кузьми́нский мост —  однопутный  железнодорожный разводной мост через Неву вертикально-подъёмного типа. По этому мосту проходит один путь двухпутной железнодорожной линии от Санкт-Петербурга (Ладожский вокзал) на Горы.
По мосту проходит граница Кировского и Всеволожского районов Ленинградской области.

## Общие сведения
Мост через Неву предполагалось построить в рамках сооружения железной дороги Петроград — Рыбинск. Эту железную дорогу начали строить в 1916 году, тогда же был заложен и данный мост. После окончания Первой мировой и Гражданской войн завершение строительства моста было признано нецелесообразным. Строительство моста возобновилось во время Советско-финляндской войны и было завершено в 1940 году.
Мост получил название от находившийся поблизости деревни Кузьминка и является частью железнодорожной линии Заневский Пост — Горы. С тех пор Кузьминский мост стал вторым (после Финляндского) железнодорожным переходом через Неву.
Осенью 1941 года при отступлении Красной Армии мост был взорван и частично перекрыл невский фарватер. Линия фронта проходила по реке Нева в этом месте с сентября 1941 по январь 1944 года. После войны мост был восстановлен.
В 2000-х годах был проведён ремонт моста:
- В 1999 году ООО «Калуга» провело исследования подводных частей опор моста[3].
- В 2006—2008 годах ЗАО «Машстроймост» капитально отремонтировало разводной пролёт моста[4].

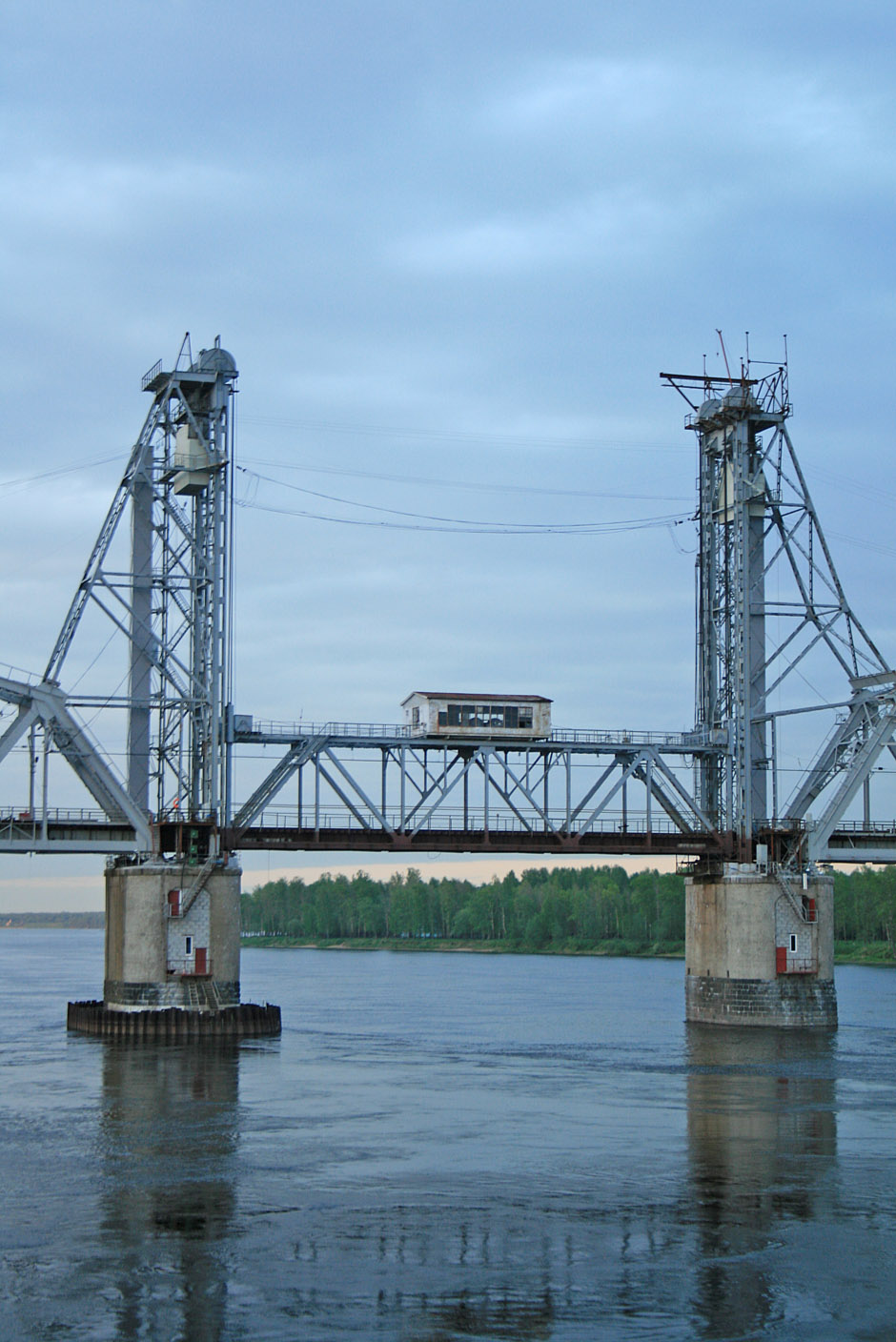
Центральный пролёт

Мост представляет собой три пролёта, для армирования крайних применили металлические арочные фермы.
Средний пролёт разводной, он поднимается вверх параллельно воде лебёдками, установленными на решётчатых башнях. Мост имеет асимметричный силуэт: правобережный постоянный пролёт короче и меньше по размерам, чем левобережный. Общая длина переправы равна 360 метрам.
По состоянию на 2009 год к мосту ведут две просёлочные дороги, ранее использовавшиеся исключительно военными.
Перед мостом с каждой стороны — действующие КПП со шлагбаумами.
Так же, как и по Финляндскому, по этому железнодорожному мосту с советских времён запрещён проход пешеходов и пересечение его на велосипеде, точнее говоря, такое пересечение регламентировано и осуществляется по спецпропускам, выдаваемым ведомственной охраной РЖД — у моста нет тротуара; кроме того, объект считается стратегическим.
Мост расположен на железнодорожной станции Павлово-на-Неве (посёлок Павлово-на-Неве) между платформой 26-й километр и платформой Геройская линии Дача Долгорукова (Ладожский вокзал) — Горы.

## Судоходство
Мост подлежит разводке по графику во время навигации, судоходство в разводном пролёте одностороннее. Навигация начинается приблизительно 20 апреля и заканчивается приблизительно 20 ноября. За проводку судов отвечает диспетчерский пост разводки «Ивановское-3» — структура ГБУ «Волго-Балт».
Кузьминский железнодорожный мост является самым низким из мостов через Неву по высоте разводного пролёта.
Это не является проблемой в обычной ситуации, но при высоком уровне воды в реке Неве просвета разведённой переправы недостаточно для прохода флота, в первую очередь крупногабаритного пассажирского.
В экстремальных ситуациях производится разборка моста для обеспечения прохождения водного транспорта.
В 1998 году рядом с мостом произошло происшествие: теплоход «Амур 2506», принадлежащий АО «Беломоро-Онежское пароходство», сел на мель.
Судно было гружёно партией экспортной древесины и следовало вниз по реке.
Пройдя мост, судно сошло с фарватера и оказалось на островской луде.